# Trampa hobbesiana

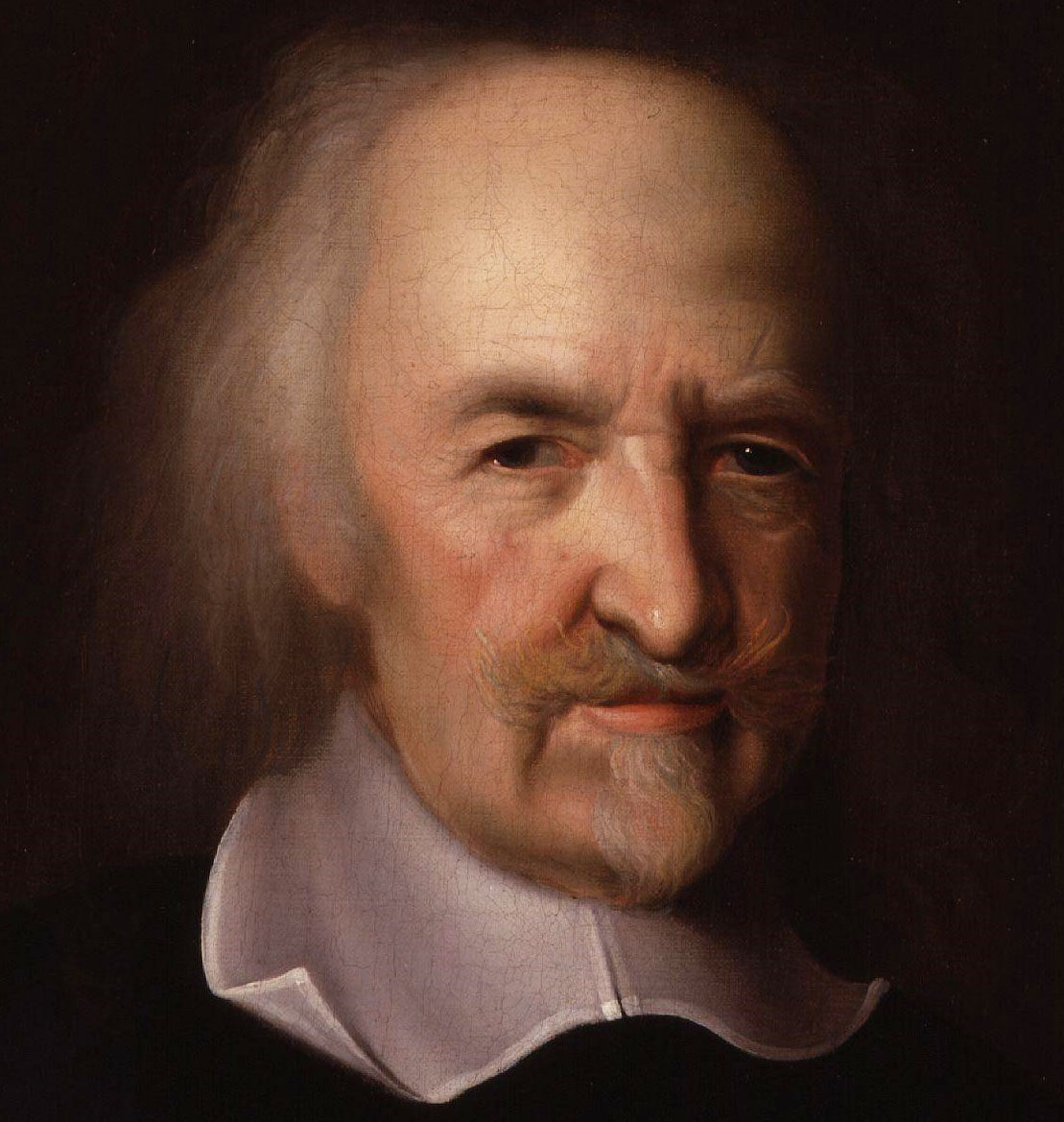
Thomas Hobbes

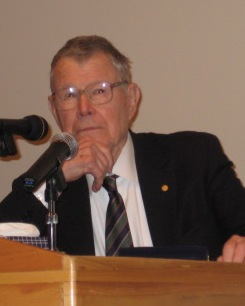
Thomas Schelling

La trampa hobbesiana (o dilema de Schelling) es una teoría que explica por qué se producen ataques preventivos entre dos grupos, por temor bilateral a un ataque inminente. Sin influencias externas, esta situación conducirá a una espiral de miedo ( catch-22, círculo vicioso, equilibrio de Nash ) en la que el miedo conducirá a una carrera de armamentos que, a su vez, conducirá a un temor creciente. La trampa hobbesiana se puede explicar en términos de teoría de juegos. Si bien la cooperación sería el mejor resultado para ambas partes, la desconfianza mutua lleva a la adopción de estrategias que tienen resultados negativos para los jugadores individuales y todos los jugadores combinados. La teoría se ha utilizado para explicar los brotes de conflictos y violencia, que van desde los individuos hasta los estados.

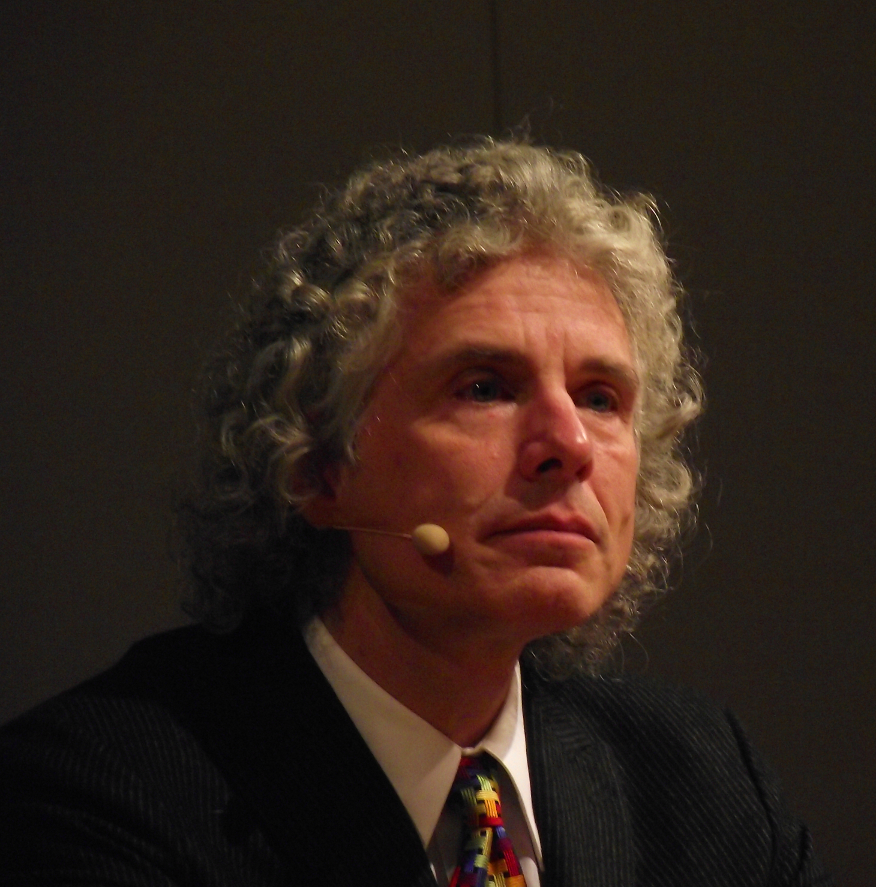
Steven Pinker

## Historia
La teoría es más comúnmente asociada con Thomas Hobbes y Thomas Schelling.     

## Ejemplos
Steven Pinker es un defensor de la teoría de la trampa hobbesiana y ha aplicado la teoría a muchos conflictos y brotes de violencia entre personas, grupos, tribus, sociedades y estados. Los problemas de control de armas han sido descritos como una trampa hobbesiana. Un ejemplo común es el dilema al que se enfrentan tanto el ladrón armado como el propietario armado cuando se encuentran. Ningún lado puede querer disparar, pero ambos temen que la otra parte dispare primero, por lo que pueden inclinarse a disparar preventivamente, aunque el resultado favorable para ambas partes sería que no dispare a nadie.
Un ejemplo similar entre dos estados es la crisis de los misiles cubanos. El miedo y la desconfianza mutua entre los actores aumentaron las probabilidades de un ataque preventivo. Las trampas hobbesianas en el caso de las armas nucleares pueden desactivarse si ambas partes pueden amenazar con un segundo ataque, que es la capacidad de tomar represalias con la fuerza nuclear después del primer ataque.  Esta es la base de la destrucción mutua asegurada.

## Prevención
La trampa hobbesiana se puede evitar con influencias que aumentan la confianza entre las dos partes. En el caso de Hobbes, la trampa hobbesiana estaría presente en el estado de naturaleza donde, en ausencia de la ley y la aplicación de la ley, la amenaza creíble de la violencia de otros puede justificar ataques preventivos. Para Hobbes, evitamos este problema nombrando a un gobernante que se compromete a castigar la violencia con violencia.  En la crisis de los misiles en Cuba, por ejemplo, Kennedy y Khrushchev se dieron cuenta de que estaban atrapados en una trampa hobbesiana, lo que les ayudó a hacer concesiones que reducían la desconfianza y el miedo.

## Otras lecturas
- Pinker, Steven (2012). The Better Angels of Our Nature: Why Violence Has Declined. Penguin Group USA. ISBN 978-0143122012.

- Garfinkel, edited by Michelle R.; Skaperdas, Stergios. The Oxford handbook of the economics of peace and conflict. New York: Oxford University Press. ISBN 978-0195392777.